# 독백

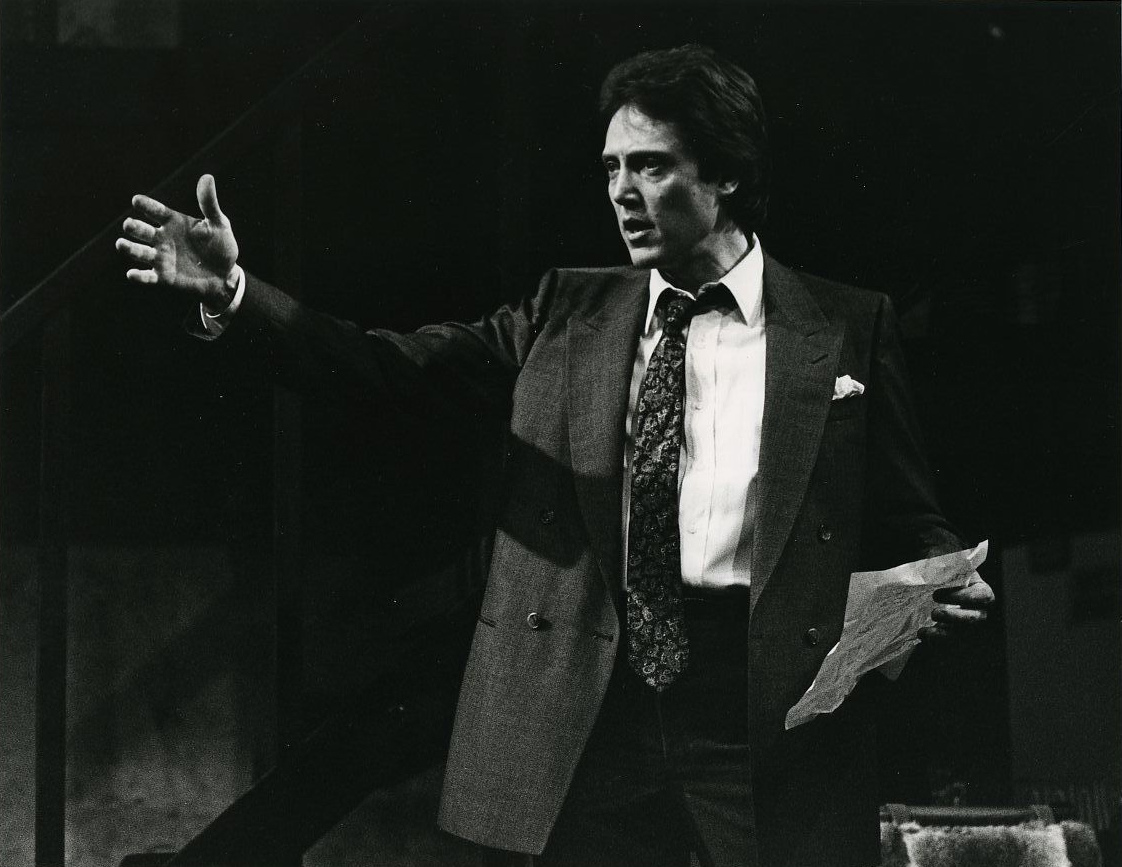
배우 크리스토퍼 워컨이 1984년 연극 《헐리벌리》(Hurlyburly)에서 독백을 공연하고 있다.

독백(獨白) 또는 모놀로그(monologue)는 연극에서 한 등장인물이 혼자 말하는 대사이다. 희곡, 영화와 같은 극적인 매체의 범위에서뿐 아니라 시와 같은 극적이지 않은 매체에서도 흔하게 볼 수 있다.
혼잣말(soliloquy), 방백(傍白, aside), 돈호법 등의 다른 장치들과도 많은 공통점들을 공유한다. 그러나 이들 간의 뚜렷한 차이는 존재한다.
모놀로그는 단순한 독백을 넘어 등장인물의 감정, 동기, 사고 과정을 드러내는 중요한 극적 장치로 활용된다. 특히 연극이나 영화에서 인물의 내면을 효과적으로 전달하거나 관객과의 정서적 교감을 형성하는 데 사용되며, 극의 주제나 인물 간 갈등을 부각시키는 역할도 한다. 이러한 특성 덕분에 모놀로그는 연기 훈련이나 오디션에서도 핵심적인 평가 요소로 간주된다.

## 유사한 장치
독백은 한 목소리를 발설한다는 면에서 시, 에피파니 등과 유사하지만, 이들 간의 차이는 존재한다. 이를테면 혼잣말(soliloquy)은 등장인물 자신의 생각과 감정을 다른 등장인물들에게 이야기하지 않고 관중들에게 이야기하는 것을 뜻한다. 한편 독백은 한 사람의 생각을 크게 소리내는 것을 뜻한다. 돈호법은 화자가 작가가 상상의 인물, 생물이 아닌 물건, 개념을 언급하는 것을 뜻한다. 방백(aside)은 다른 등장인물들이 있는 중에 혼자 말하지만 논리적으로는 그 등장인물들에게도 들려야 하는 상황임에도 불구하고 그 등장인물들은 들을 수 없는 것을 뜻한다.

## 기능
독백의 기능으로는 암시와 같은 기능을 갖을수도 있다.

## 같이 보기
- 혼잣말